# Rutela formosa
Rutela formosa är en skalbaggsart som beskrevs av Hermann Burmeister 1844. Rutela formosa ingår i släktet Rutela och familjen Rutelidae. Inga underarter finns listade i Catalogue of Life.